# Alberto Jammaron
Alberto Jammaron (pron. fr. AFI: [ʒamaʁɔ̃]) (Pré-Saint-Didier, 25 aprile 1915 – Pré-Saint-Didier, 4 novembre 2016) è stato un fondista italiano, attivo tra gli anni 1930 e gli anni 1940.

## Biografia
Originario di Pré-Saint-Didier, dopo essersi ritirato dall'attività agonistica fondò lo Sci Club La Thuile-Rutor, di cui fu presidente tra il 1945 e il 1947.
Tra il 1952 e il 1965 ricoprì la carica di sindaco a Pré-Saint-Didier.

## Palmarès

### Mondiali
- Bronzo a Zakopane 1939 nella staffetta 4x10 km.
- Bronzo a Cortina d'Ampezzo 1941 nella staffetta 4x10 km.

### Campionati italiani
- Oro nel 1940 nella 18 km.
- Argento nel 1941 nella 18 km.